# 유미의 세포들
《유미의 세포들》는 이동건 작가가 2015년 4월 1일부터 2020년 11월 8일까지 네이버 웹툰에서 매주 토요일에 연재한 대한민국의 웹툰이다. 단행본으로는 모두 13권으로 나왔다. 드라마는 2021년 9월 17일부터 TVING과 tvN에서 동시 방영된다. 이 드라마는 실사와 애니메이션이 혼합된 형태이며, 나오는 성우로는 심규혁, 박지윤, 안소이, 엄상현, 이장원, 정재헌, 사문영, 김연우, 이슬 등이 있다.

## 줄거리
유미의 세포들과 유미의 일상을 담은 로맨스 네이버 웹툰이다.

## 등장인물

### 사람
- 김유미: 작품의 주인공. 직업은 작가이며, 금발에 먹는것을 매우 좋아한다. 순록과 결혼했다. 출출세포가 제일 커서 그런지 대식가다. 연애 횟수는 총 5번(전남친 우기 1회+ 웅이 1회+ 바비 2회+ 순록 1회), 현재 35세이며, 3살 연하의 남편인 신순록과 같은 직장 동료이다. 예뻐서 많은 사람이 반하곤 했다. 외향적이며, 따뜻한 성격의 소유자. 머리 속에서는 늘 폭력이 일어난다. 감정을 잘 숨긴다.
- 신순록: 유미의 직장 동료이자 현 남편. 일할 땐 안경을 쓰고 카리스마가 넘치지만 안경을 벗으면 귀엽고 강아지상이다. 심한 집돌이다. 사람들과 함께 있으면 에너지가 딸려 항상 집 밖에선 절전모드로 생활한다. 하지만 유미와 함께 있으면 에너지 100%. 곱슬머리인데 자연이라고 한다.
- 우기: 유미가 한때 좋아했던 직장 동료이다. 유미에게 구웅을 소개해주었다. 자신이 남성 동성애자(게이)라는 것을 유미에게 밝혔다. (사실상 이 작품 내에서의 분량은 적다.)
- 루비: 유미의 직장동료이자 우기를 같이 좋아했어서 일종의 맞적수 관계였었다. 유미의 소개로 지금은 컨트롤Z와 사귀고 있다.
- 구웅: 유미의 전 남자친구. 아직도 유미에 대한 미련이 남아 있다. 미련 때문에 유미에게 하는 행동들이 다소 질척거린다. 소개팅으로 만났고 게임 사업을 하다 망해서 헤어졌다. 하지만 나중에는 다시 성공하게 된다. 마지막에는 새 여친을 사귀게 된다.
- 서새이: 구웅의 여사친. 구웅을 짝사랑하여 유미와 구웅이 사귈 때 방해를 많이 했었다.
- 유바비: 유미의 전 남자친구. 현재 아버지의 떡볶이 가게를 물려받았다. 유미와 사귀고 있을 때 자신보다 13살 어린 알바생 다은이를 좋아하게 돼서 다은이와 결혼하게 된다. 유미와 헤어지고 바로 유다은과 결혼해서 욕을 잔뜩 먹었다.
- 강이다: 유미가 친하게 지내던 직장동료이자 유바비를 좋아했었다.
- 안대용: 처음에는 유미를 좋아했다. 그러나 자신이 유미를 이성으로 좋아하는 것이 아닌 팬심으로서의 좋아함이란 것을 깨닫곤 유미의 전 직장후배 윤희를 보고 서로 한 눈에 반해버려서 사귄다.
- 컨트롤 z(제트): 유미와 함께 일 하는 사이이자 루비의 남자친구이다.
- 유다은: 쉽게 사랑에 빠져버린다. 유바비가 유미랑 사귈때 짝사랑만 하다가 유바비도 자신을 좋아하게 되어 결국 결혼한다.
- 김수현 작가: 순록의 소개팅 여자. 유미의 작품을 가져다가 자기 작품인 양 써서 비난을 많이 받았다.

### 유미의 세포들
- 사랑세포

유미의 프라임 세포이다. 유미의 세포들 중 사랑을 담당하는 세포로 유미가 헤어질 때마다 혼수상태가 되고 바비와 헤어졌을  때는 프라임 세포의 힘을 작가세포에게 넘기고 사차원 세계로 빨려들어갔다가 일반세포로 돌아온 후에 다시 프라임 세포가 되었다. 역시 5대폭력세포 중 하나로 주무기는 번개이다. 바주카포도 쓴 적이 있다. 작가세포랑 싸울때 최고 무기를 사용했다. 출출세포를 유일하게 진압할 수 있다.
- 이성세포

유미의 세포들 중 가장 바쁘다. 현재는 작가 세포와 감성세포 그리고 자린고비 세포가 몇가지 일을 해주고 있지만 바쁜 건 여전하다. 유미가 바비와 헤어진 후에 분량이 조금 감소했다. 주무기는 바주카포이다.
- 감성세포

유미의 세포들 중 감성을 담당한다. 주로 야행성이며 작가세포와 매우 친하다. 역시 5대 폭력세포 중 하나로 주무기는 오함마(핑크색)과 빠따(역시 핑크색)이다. 초기에는 더 감성풍부한 소녀 이미지였으나 가면서 점점 폭력성이 강해졌다.
- 예절세포

유미의 세포 중 예절을 담당하며 딱히 큰 분량은 없지만 그래도 간간히 자주 출연한다. 5대폭력세포 중 하나로 주로 맨손격투를 하고 발차기도 하지만 방망이도 가끔 쓴다. 예절유미로 유미를 변신시키기도 한다.
- 착한 마음

착한 마음이지만 사실상 착하진 않다(이름과 반대이다).착한마음도 5대폭력세포 중 하나로 뚫어뻥을 든 채로 주로 출연하고 실제로 그것을 무기로 쓴다. 할줄 아는게 착한 마음뿐이라고 했지만 사실상 착한 마음도 못 한다. 전에 상인세포에게 에누리를 하다가 결국 터져서 물건을 뺏은 적이 있다. 천사 모양이다.
- 세수세포

유미의 세포들 중 세수를 담당하며 뜻밖에도 간간히 나오는 편이다. 엔도르핀(유미의 세포 마을에서 최고 인기 연예인, 유미의 스트레스가 최고조일 때 출현)의 골수팬이고, 항상 가지고 다니는 세숫대야에 엔도르핀의 사인까지 받았다.5대폭력세포라고 할 수 있으며 주무기는 세숫대야이다. 가끔 이성세포에게 세수하고 자자고 졸라대며 가끔 이성세포가 말을 안들을때는 세숫대야를 이성세포에게 던진다. 피부를 엄청 신경써서 세수 외에도 팩 등에 관심이 많다.
- 작가세포

현재 작가인 유미의 일을 담당해 주는 세포이다. 사랑세포와 더불어 프라임 세포라고 인식되고 있으며(초능력을 아직도 쓸 수 있고 프라임 세포 특유의 복장이 변하지 않은 걸로 보아) 과거에는 동네북 수준이었고 몇 번이나 무시당하기도 했지만 지금은 막강한 힘을 가지고 유미의 꿈을 실현하기 위해 노력하고 있다.
- 응큼세포

신체 접촉 등을 담당한다. 세포들에게 무시를 당하기도 하지만 유미의 연애에 큰 도움을 준다. 마을에 가끔 불을 지른다. 야하다. 언제는 소화기를 들고 나타나 불을 끄기도 하였다. 바지는 입지 않는다. 전에는 견습 세포였으나 하의를 안 입어서 단속에 자꾸 걸려 벌을 받으러 가던 중 세포들의 눈에 띄어 정식 세포가 되었다.
- 출출세포

출출세포(출출이)는 가장 큰 세포이다. 머리 위에 떡볶이 모양의 입맛이 달려있다. 이는 유미가 떡볶이를 가장 좋아하기 때문이다. 가끔 먹는 음식에 따라 입맛의 모양이 달라진다. 크게 놀라거나 당황하면 입맛이 떨어지지만 금방 돌아온다. 못먹는게 없다. 항상 먹고 있는 것은 세포깡이며 출출세포의 주 음식이다.
- 상인 세포

주 세포라고 하기엔 조금 애매하다. 세포깡을 팔며 가끔 유미에게 도움이 되는 물건을 판다. 하지만 가격이 너무 높아 사기꾼으로 불린다. 사랑세포나 다른 세포들에게 제압당하여 늘 물건을 뺏긴다.
- 히스테리우스

유미의 각종 분노를 당담하는 세포. 다른 세포들에게는 적이며 설탕에는 약하다. 주로 감성세포나 사랑세포에게 맞는다.
- 다이어트세포

다이어트를 당담하는 세포이다. 정 반대인 출출세포의 여친.
- 본심세포

마음속 깊은곳에 봉인되어있다. 가끔씩 큰 자극을 받으면 튀어나온다. 
- 아기세포

성인 세포들과 달리 어린 세포.
- 캬옹이

강아지 상에는 약하지만 ,사람에게 큰 상처를 낼수있다. 사랑세포의 소환수.
- 자장자장세포

대부분의 세포들이 잠든 깊은 밤 자장가를 불러 유미를 잠재우는 역할을 한다. 자신의 몸집에 걸맞은 통기타를 연주하며 자장가를 부른다.
- 촉

마을과 동떨어진 머릿속 어딘가에 살고 있으며
가끔씩 마을로 와 자신의 느낌을 알려주곤 한다. 좋은 건 별로 안 들어맞고 나쁜것만 들어맞아서 세포들은 별로 좋아하지 않는다. 대부분의 경우에 하늘을 나는 자전거 같은 것을 타고 오지만 기차를 타고 등장한 적도 있다.
- 뒷북 세포

머리는 좋지만 항상 안 좋은 일이 벌어진 후에야 북을 치며 솔루션을 알려주러 오기 때문에 세포들이 싫어한다. 세포들에게 자주 맞으며 그때마다 북이 망가지거나 뺏기기 때문에 큰북, 작은북, 드럼, 심지어 장구까지 매번 다양한 북을 들고 나온다.
- 여행 세포

지금은 죽었지만 유미가 좀 더 젊었을 때 여행에 관한 일을 하곤 했다. 작가세포에게 많은 이야기를 들려 주었어서 작가세포가 좋아했었다.
- 패션 세포

옷가게에서 유미의 대부분의 재산을 탕진하기 때문에 감금되고는 했다. 매년 봄이면 '봄 시즌' 효과를 받아 강해진다. 바비랑 헤어졌을 때 패션 테러리스트 세포로 바뀌었었다.
- 자린고비 세포

돈과 같은 거의 모든 재물을 아주 소중하게 여기며 쓰는 것을 절대 허락하지 않는다. 그러나 사랑세포와 같은 세포들에게 무너지는 경우가 다반사이다. 바비랑 헤어졌을 때 아낌없이 주는 나무로 바뀌었었다.
- 집안일 세포

자신의 일은 집안일이지만 집안일을 하는 것을 몹시도 싫어한다. 책상 마녀에게 홀리기도 한다. 자기 일을 싫어하는 극소수의 세포들 중 하나이다.
- 불안 세포

쓸데없는 불안함을 안고 있지만 오히려 그 불안 때문에 챙겨온 물건들이 도움을 주기도 한다. 자신의 불안들은 모두 쓸데없지만 가끔씩 정확하게 들어맞는 때가 있다고 해서 항상 불안해한다. 어떻게 보면 촉과 비슷하다.
- 은근히 신경 쓰이는 세포

가끔씩 일에 초를 친다. 자신을 신경 쓰지 말라고 하면서 신경이 쓰이는 의견들만 낸다.
- 자신감 세포

말 그대로 자신감을 지키려는 세포이다. 오래 전에 '근거'를 잃어버렸으며, 아직도 찾지 않고 있다. 자신'감'이라 머리에 감꼭지를 달고 있다.
본심세포와 합체하여 융합형 프라임 세포(두명이상의 세포가 합쳐져 생긴 프라임 세포) '신의 한 수' 가 된다.
- 신의 한 수

본심세포와 자신감 세포가 융합된 세포이며, 본심을 자존심 있게 잘 풀어 말하는 엄청난 능력을 가지고 있다. 주로 한 문장으로 끝마친다. 사랑 세포, 작가 세포와 같은 프라임 세포이다. 언제는 사랑 세포에게 비장의 카드를 권유하기도 했다.
- 욕 세포

수감되어있다. 말 한마디 한마디에 욕이 담겨 있으며 일상적으로 욕을 한다. 세포들을 도와주기도 한다.
- 호기심 세포

쓸데없는 호기심을 가지고 있다. 책상 마녀에게 홀리는 세포중 하나.
- 텔레파시 세포

다른 사람의 뇌에 텔레파시를 걸곤 한다. 그러나 세포들은 텔레파시 세포를 싫어한다. 텔레파시를 한 번 걸면 유미 피부 수명이 1년씩 줄기 때문이다.
- 직장인 세포

유미가 대한국수에서 일할 때 큰 활약을 한 세포.
유미의 세포들 외전-프로 직장인 에서만 등장하며, 정작 본편에서는 등장하지 않지만 (우기로 인해 유미가 프로 정신을 잃어서 화가 난 나머지 세포 일을 그만뒀기 때문이다)오랫동안 유미를 도와온 것으로 보이는 세포이다. 떠나기 직전까지 유미를 위하는 모습을 보여준다. 
- 마음의 평화 사절단

마음의 평화가 필요할 때마다 세포들에게 마음의 평화 교육을 시킨다. 하지만 사실 그 자신도 참을성이 깊지는 않다.  
자주 등장하지만 메인 세포라기에는 조금 애매하다.

### 타인의 세포들, 여러 엑스트라들
- 웅이의 사랑세포

개구리 옷을 입고 있으며, 유미가 히스테리에 빠져 있을 때 후드티의 캐릭터를 통해 유미의 뇌 속으로 들어가 히스테리우스가 떼어 버린 출출이의 입맛을 봉합시키는데 성공하고 기절한 사랑 세포를 깨우는 등 공신을 많이 세운다.
- 웅이의 응큼세포

유미의 응큼세포와 마찬가지이며 다른점이 있다면 자신의 반려동물이라고도 할 수 있는 응큼사우르스를 데리고 다닌다. 응큼사우르스도 야한 성격이다.
- 책상 마녀

책상에만 앉으면 호기심세포와 집안일새포를 꼬드겨 일을 방해한다. 카페인만이 그녀를 멈출 수 있다.
- 카페인

책상 마녀를 멈출 수 있는, 아주 유용한 카드이다.
- 우기의 천리안

대부분의 사람 마음을 어느 정도 꿰뚫어 볼 수 있다. 그러나 자존심이 강한 사람 마음은 보지 못한다.
- 루비의 여배우 세포

사랑 세포와 거짓말 세포가 융합된 프라임 세포로, 머리도 좋고 각본을 잘 짠다.
- 순록의 매너 세포

이름만 다르지 유미의 예절 세포와 비슷한 타입이다. 특별한 날에는 절전 모드에서도 내보내기도 한다.
- 우기의 자존심 세포

천리안 우기와 동명이인이다. 프라임 세포이며
캬옹이에게 당한 전적이 있다.